# Osttimoresisch-uruguayische Beziehungen
Die osttimoresisch-uruguayischen Beziehungen beschreiben das zwischenstaatliche Verhältnis von Osttimor und Uruguay.

## Geschichte
Uruguay beteiligte sich an der Übergangsverwaltung der Vereinten Nationen für Osttimor (UNTAET), der Unterstützungsmission der Vereinten Nationen in Osttimor (UNMISET) und der Integrierten Mission der Vereinten Nationen in Timor-Leste (UNMIT).
Bei der Gemeinschaft der Portugiesischsprachigen Länder (CPLP), bei der Osttimor Mitglied ist, hat Uruguay einen Beobachterstatus.

## Diplomatie
Osttimor hat keine Botschaft in Uruguay. Die nächstgelegene Botschaft befindet sich in Brasilien.
Die Botschaft Uruguays im australischen Canberra ist auch für Osttimor zuständig.

## Wirtschaft
Für 2018 gibt das Statistische Amt Osttimors keine Handelsbeziehungen zwischen Osttimor und Uruguay an.